# Celestica
Celestica este o companie producătoare de componente pentru echipamente electronice din Canada.
Printre clienții companiei la nivel global se numără Alcatel Lucent, HP, Honeywell sau NEC.
Celestica este unul dintre cei mai importanți producători mondiali de subansamble electronice, având o cifră de afaceri de 6,7 miliarde dolari, 43.000 de angajați și unități de producție în 40 locații din 20 de țări.
Titlurile Celestica sunt listate la bursa din New York.

## Celestica în România
Compania este prezentă și în România și deține o fabrică în localitatea Borș, județul Bihor, construită de la zero în 2004, în care lucrează 3.000 de oameni.
Cifra de afaceri în 2007: 156 milioane euro